# Троицкая Верхнепосадская церковь (Нижний Новгород)
Церковь Троицы Живоначальной на Верхнем Посаде (Троицкая Верхнепосадская) — утраченный православный храм в историческом центре Нижнего Новгорода.

## История
Николай I дважды посещал Нижний Новгород: в 1834 и 1836 годах. Во время посещений император составил Высочайшие повеления, на основе которых город был кардинально перестроен. Среди повелений особое значение имели те, что касались переустройства кремля, казённых кремлёвских зданий и обустройства берега Волги почти вплоть до Печерского монастыря. В числе 64-х повелений значились:
- «Панскую улицу выровнять, начиная от Пятницкой церкви»;
- «На сенной площади выстроить церковь согласно Высочайше одобренному плану и фасаду из общих сумм, на устройство города определённых, и с тем, чтобы она была тёплая, особенной же тёплой церкви не строить и от церкви прямо на набережную проложить улицу»[1].

Упоминаемая Пятницкая церковь на Панских Буграх первоначально стояла на самом берегу Волги почти под самой Георгиевской башней у Каданова ручья. После пожара 1684 года церковь перенесли на новое место, почти напротив Георгиевской церкви и отстроили в камне. В ходе строительных преобразований ликвидировалась вся застройка вокруг церкви и прокладывался новый съезд к Волге, затруднявший доступ к зданию. В 1837 году Высочайшим повелением Пятницкая церковь была упразднена; строительные материалы и церковная утварь, согласно решению прихода, перешли в пользу предполагаемой к постройке церкви на Старой Сенной площади. В 1838—1840 годах здания церкви и колокольни были разобраны. Строительные материалы были проданы, а вырученные средства были переданы в Нижегородский общественный приказ под проценты, вплоть до постройки новой церкви.
К исполнению императорской воли о постройке церкви на Старой Сенной площади приступили не скоро, хотя на тот период ощущалась такая потребность. Население Нижнего Новгорода активно росло, застройка увеличивалась, занимая бывшие выгонные земли. Многие новые здания находились в отдалении от старых церквей: прихожане Георгиевской и Сретенской церквей, жившие в отдалении, неоднократно просили епархиальное начальство посодействовать постройке новой церкви. Занялся вопросом епископ Иеремия, прибывший на Нижегородскую кафедру в 1852 году.
Епископ обратился к губернатору с просьбой о составлении Высочайше утверждённого плана и фасада церкви и определении источников финансирования строительства, на что 16 апреля получил ответ, что определённого источника финансирования нет, хотя в городских расходах были заложены средства, но будет ли отпущена сумма — неизвестно. В 1855 году епископ вновь писал губернатору:

В дополнение к отношению за № 8846 по предмету назначения и разбивки места для предположенного храма на Сенной площади честь имею уведомить, что сооружение храма на Высочайше указанном месте не только не отлагалось, но по очевидной потребности его для живущих в Печерской части христиан и по неотступному их ко мне настоянию об ускорении начать святое дело, так много задлившееся, приемлются возможные меры к исполнению Высочайшей воли, что в уповании на Бога и в видах источника на покрытие расходов независимо от ассигнования градской или иной казённой суммы способами, ожидаемыми от усердия христианского, дело сие совершится благонадёжно при благословении Божьем и содействии Начальства местного, и что ограждение церковного места не стеснит базара, которому, впрочем, назначен новый участок и которому, доколь он здесь будет оставаться, пристойно ограждённый св. Крест не только не будет помехою, но послужит к возбуждению добрых чувств. И потому долгом поставляю просить учинить распоряжение о назначении и разбивке места для предположенного храма при Благочинном Прот. П. Лебедеве и чиновнике Фигуровском, которым сделано предписание с наставлением распорядиться об ограждении того места— Епископ Иеремия
Исполняя желание Владыки, губернатор немедленно отдал распоряжение отбить линию для предполагаемого строительства, что было исполнено 8 мая 1856 года губернским архитектором Н. И. Ужумедским-Грицевичем, которому также было поручено вести надзор за постройкой храма.
Попечителем храма был назначен начальник внутренней стражи полковник Д. С. Мозалевский, а строителем — нижегородский купец 1-й гильдии и почётный гражданин В. К. Мичурин. 19 мая епископ провёл совещание с назначенными лицами, где был определён день освещения и закладки церкви — 4 мая, в праздник Сошествия Святого Духа на Апостолов. Закладка храма совершилась самим епископом в торжественной обстановке. На строительство были выделены средства, полученные от продажи материалов упразднённой Пятницкой церкви и сделан заём в 2400 рублей по трём билетам из капитала Нижнепосадской Николаевской церкви. Также была выдана сборная книга из Нижегородской консистории на имя купца Я. М. Болотова для вписывания пожертвований.
Нехватка средств и уход на покой епископа Иеремии приостановили возведение храма. Ситуация изменилась в связи с посещением Нижнего Новгорода императором Александром II. Пробывший в городе четыре дня в 1858 году, он обратил внимание на прекращение строительства. По велению императора, сумма заложенная в бюджете города на возведения церкви в размере 57 тыс. 142 руб. должна была отпускаться частями по 5 тыс. руб. в год, до завершения работ. Для выполнения воли монарха в 1859 году был создан специальный строительный комитет под председательством епископа Антония. В его состав вошли: иеромонах Антоний, нижегородский купец 2-й гильдии М. В. Комаров, архитектор коллежский асессор Н. И. Ужумедский-Грицевич и диакон Сретенской церкви И. Виноградов.
Распределив обязанности и собрав средства из выделенных 5 тыс. рублей Городской думой и пожертвований, Комитет приступил к работе. При рассмотрении плана постройки были сделаны незначительные изменения в проекте. На месте, где предполагалось поместить колокол, было решено устроить хоры, а для сообщения хор с церковью пробить в стене арку; с правой стороны хор во втором этаже устроит комнату для хранения ризницы, а с левой — устроить лестницу.
В 1859 году был заключён контракт на производство каменной кладки с подрядчиком крестьянином Балахнинского уезда Тимоньковской волости С. Н. Белоноговым. Известь подрядился доставлять крестьянин деревни Галанина Балахнинского уезда М. О. Скворцов. Воду и песок — нижегородский мещанин А. Л. Савин. В 1860 году С. Н. Белоногов обязался возвести обрешётку кровли, лестницу и всю иную плотничью работу; нижегородский временный цеховой Н. Е. Федулов — покрыть крышу и купола железом, украсив их отдельно склепанными и вычеканенными ложками, а кресты и яблоки под ними выполнить из белой английской жести, а также выстроить карнизы, сандрики, пояски на полуколоннах, подоконники и прочее.
В 1861 году здание было готово вчерне, а в 1862 году кровля и купола покрыты железом. В том же году здание было проинспектировано губернским архитектором Р. Я. Килевейном в присутствии архитектора И. Р. Отмар-Штейна, членов Комитета и производителя работ архитектора И. Ф. Небольсина. Наружное строение церкви было окончено к 26 марта 1863 года. В этот день, члены Комитета прошли крестных ходом от Благовещенского собора к новопостроенному храму, после чего на церкви были установлены кресты.
Внутренняя отделка храма началась в 1862 году с настилки полов, которую выполнял подрядчик Аверьян Казарин. Летом 1863 года продолжалась вставка рам и дверей, а зимой установлен иконостас. Рамы и двери изготовил подрядчик крестьянин Г. С. Прянишников; иконостас — резчик И. П. Румянцев. Написание 77 икон принял на себя иконописец крестьянин села Палех Владимирской губернии Д. М. Салабанов. Летом 1864 года, после настилки полов и устройстве четырёх изразцовых печей, цеховым Н. М. Мошковым была проведена побелка стен, сводов, колонн, паперти и помещения в хорах. В 1865 году арзамасским мещанином Р. Е. Барабановым были позолочены иконостасы. В 1866 году иконописец Салабанов написал икону Спасителя, сидящего на престоле, которая была помещена на горнем месте главного алтаря в особом киоте.
17 апреля 1866 года буря причинила значительные повреждения новопостроенной церкви. Вскоре повреждения были устранены и городской голова Мичурин уведомлял епископа Нектария о завершении работ. Тогда церковные власти приступили к формированию причта и организации прихода. 13 мая 1866 года из Духовной консистории на имя отца протоиерея П. И. Лебедева последовал указ, по которому предписывалось ему совместно с причтами Варваринской, Сретенской и Георгиевской церквей составить список домов и прихожан для новой Троицкой церкви.
Во исполнение указа было решено организовать приход следующим образом: границей прихода была положена Провиантская улица, проходившая от Георгиевского бульвара вплоть до провиантских магазинов (складов), таким образом чтобы западная сторона домов улицы находилась во владении прежних приходов, а восточная принадлежала новому приходу. Жители согласились на такое распределение охотно.
В ярмарочный сезон были закуплены паникадила, лампады, подсвечники, дополнительная церковная утварь, богослужебные книги и материалы для новой ризницы. Церковь была окончательно готова к освящению. Для точного выполнения Высочайше утверждённого плана оставалось лишь произвести внутреннюю роспись стен и колонн священными изображениями, а снаружи во фронтонах и нишах поставить священные изображения скульптурной работы. Тем не менее, епархиальное начальство решило исключить эти работы из сметы и потратить средства на приобретение дома причта. Городская дума 5 июля 1867 года уведомляла епископа Нектария, что не считает себя вправе отменять работы назначенные императором, но тем не менее не находит препятствий для выделения средств на покупку здания. Дом причта был приобретён в 1868 году вблизи храма.
Освящение всех трёх престолов Троицкого храма совершил Макарий, епископ Балахнинский. Главный престол во имя Святой Живоначальной Троицы был освящён 16 июля; южный придел во имя святителя и чудотворца Николая — 20 июля; северный придел во имя святой мученицы Параскевы — 23 июля 1867 года.
По окончании устройства самого храма причт и церковный староста приступили к устройству церковной ограды и колокольни. Согласно поданному ими прошению, Городская дума 15 ноября 1874 года постановила передать землю вокруг церкви бесплатно. Постановление было приведено в исполнение архитектором И. К. Кострюковым в 1876. К устройству колокольни приступили в 1877 году. Надзор за строительством был возложен на инженера-архитектора Р. Я. Килевейна. Постройка была окончена в 1882 году.
В 1890-е годы шли каменные работы по строительству пристройки к западной стене храма, для расширения и соединения его с колокольней. Торжественная закладка постройки состоялась 31 мая 1892 года. Надзор за работами принял на себя Р. Я. Килевейн. В 1902 году при храме была открыта приходская школа, а в 1908 году здание церкви было богато украшено на пожертвования купца М. М. Рукавишникова.
В 1920 году священником в Троицкую Верхнепосадскую церковь был назначен Михаил Пылаев, в будущем епископ Тульский Онисим, причисленный к лику святых Русской православной церкви в 2001 году.
Троицкий храм был одним из немногих в Нижнем Новгороде, сохранившимся после большевистской кампании по уничтожению церквей в 1920—1930-е годы. Уничтожение храма связано с деятельностью секретаря Горьковского обкома Михаила Ефремова, при котором город Горький вышел на первое место в стране по сносу церквей. В 1964 году храм был ликвидирован вместе со старой Сенной площадью. На их месте было построено здание школы, сегодня — учебные корпуса НГЛУ имени Добролюбова.